# Cena Premia Bohemica
Cena Premia Bohemica je od roku 1993 každoročně udílena zahraničním překladatelům (bohemistům), kteří se ve své zemi zasloužili o šíření české literatury ve své mateřštině.
Do roku 2011 cenu udílela Obec spisovatelů v rámci veletrhu Svět knihy s finanční podporou Nadace Český literární fond.
Cena byla obnovena v roce 2017 a je udělována Moravskou zemskou knihovnou na základě pověření ministra kultury České republiky.

## Laureáti
- 2024 – Gertraude Zand (* 1964), Rakousko.[4]

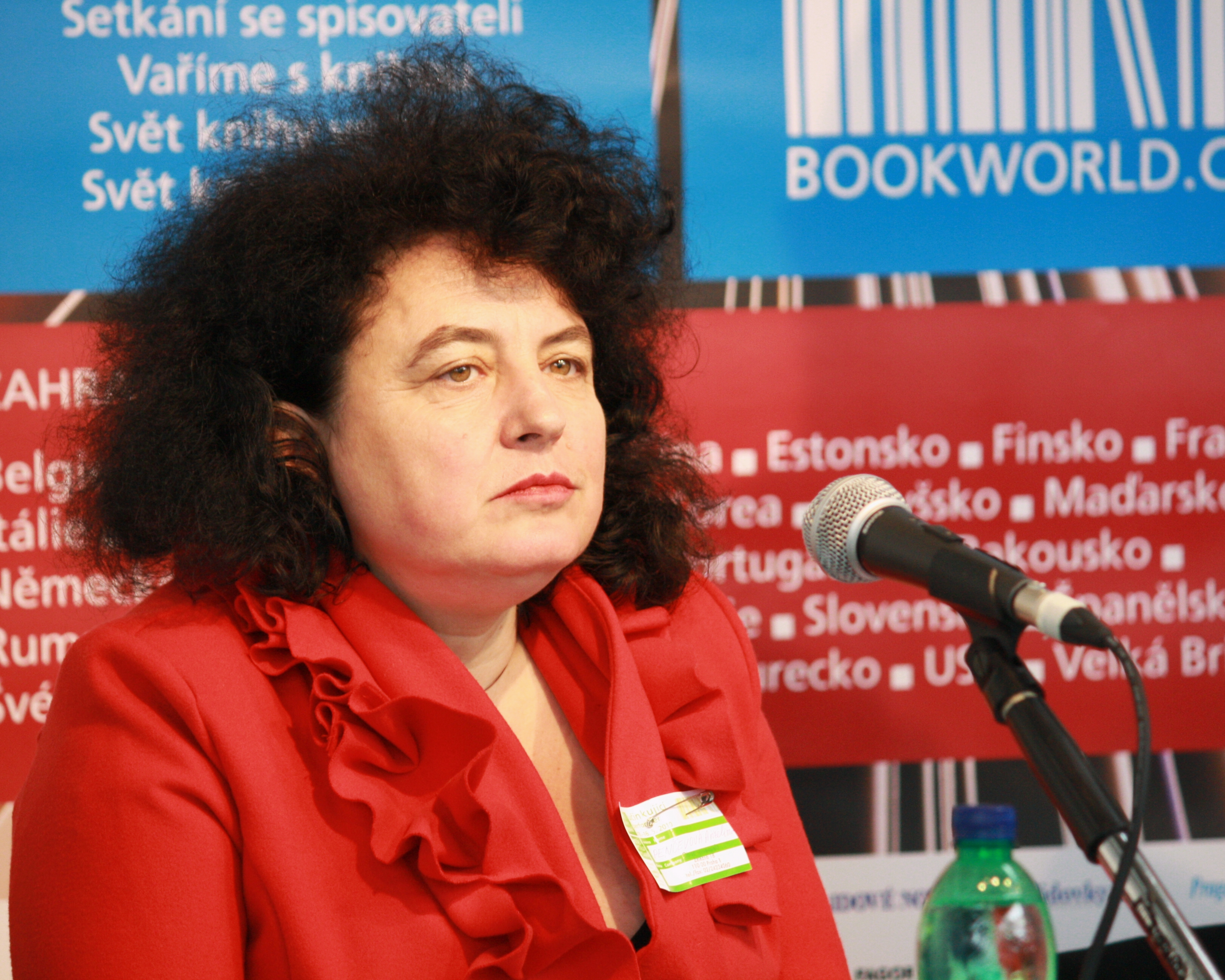
Anželina Penčeva (laureátka 2010)

- 2023 – Stefan Michael Newerkla (* 1972), Rakousko.[5]
- 2022 – Alessandro Catalano (* 1970), Itálie.[6]
- 2021 – Dorota Dobrew (* 1959), Polsko.[7]
- 2020 – Xavier Galmiche (* 1963), Francie.[8]
- 2019 – Annalisa Cosentino (* 1964), Itálie.[9]
- 2018 – Robert Burton Pynsent (1943–2022), Spojené království.[10][11]
- 2017 – Urs Heftrich (* 1961), Německo.[12][13]
- 2011 – Andrzej Czcibor-Piotrowski (* 1931), Polsko.[14]
- 2010 – Anželina Penčeva (Анжелина Христова Пенчева) (* 1957), Bulharsko.[15]
- 2009 – Duong Tat Tu (Dương Tất Từ) (* 1935), Vietnam.[16]
- 2008 – Edgar de Bruin (* 1958), Nizozemsko.[17]
- 2007 – Eckhard Thiele (1944–2018), Německo.[18]
- 2006 – Margarita Kjurkchieva (Margarita Kjurkčijeva, Маргарита Кюркчиева) (* 1937), Bulharsko.[3][19]
- 2005 – István Vörös (* 1964), Maďarsko.[20]
- 2004 – Reiner Kunze (* 1933), Německo.[21]
- 2003 – Leszek Engelking (1955–2022), Polsko.[22]
- 2002 – Eero Balk (* 1955), Finsko.[23]
- 2001 – Ewald Osers (1917–2011), Spojené království.[24]
- 2000 – Jean Grosu (1919–2007), Rumunsko.[25]
- 1999 – Christa Rothmeierová (Christa Rothmeier) (* 1948), Rakousko.[2][26]
- 1998 – Oleg Malevič (Oleg Michajlovič Malevič, Олег Михайлович Малевич) (1928–2013), Rusko,[2][27]
     a Viktorija Kamenská (Viktorija Aleksandrovna Kamenskaja, Виктория Александровна Каменская) (1925–2001), Rusko.[2][28]
- 1997 – Vatjo Rakovski (Văt’o Draganov Rakovski, Вътьо Драганов Раковски) (1925–2008), Bulharsko.[2][29]
- 1996 – cena nebyla udělena.[2]
- 1995 – Karin Mossdalová (Karin Mossdal) (* 1941), Švédsko.[2][30]
- 1994 – Eva Andersenová (Eva Andersen), Dánsko.[2][3]
- 1993 – Susanna Rothová (Susanna Roth) (1950–1997), Švýcarsko.[3][31]